# Hans Schmoller
Hans Peter Schmoller (geboren 9. April 1916 in Berlin; gestorben 25. September 1985 in Berkshire) war ein deutsch-britischer Buchdesigner.

## Leben
Hans Schmoller wuchs in einer säkularen Familie jüdischer Herkunft auf. Er war ein Sohn des Kinderarztes Hans Schmoller und der Designerin Maria Elisabeth Behrend, seine Eltern wurden Opfer des Holocaust. Schmoller besuchte die Kaiser-Friedrich-Schule in Charlottenburg und trat 1932 als Jugendlicher der Jugendorganisation des sozialdemokratischen Reichsbanners bei, das nach der Machtübergabe an die Nationalsozialisten 1933 verboten wurde. Schmoller brach den Schulbesuch ab. Er machte von 1933 bis 1937 eine Lehre als Schriftsetzer in der jüdischen Buchdruckerei von Siegfried Scholem und studierte daneben ab 1935 Kalligraphie und Schriftsatz an der Höheren Graphischen Fachschule sowie Geschichte der Kalligraphie und Typographie an der Staatlichen Kunstbibliothek Berlin. 1937 emigrierte er nach Großbritannien und besuchte in London die Monotype School.
Anfang 1938 erhielt er ein Stellenangebot, als Vorarbeiter für die Setzerei der Morija Druckerei in Basutoland zu arbeiten. Von Juli 1940 bis März 1942 wurde er als Enemy Alien interniert. In Südafrika wurde er Mitgründer der Imprint Society.
Im Juni 1947 kehrte Schmoller nach England zurück und arbeitete als Buchgestalter beim Verlag Curwen Press. 1949 wechselte er zu Penguin Books und machte dort als Typograph und Buchdesigner Karriere. 1950 heiratete er die Vorstandsassistentin Tatyana Mary Kent. 1956 wurde er zum Produktionsmanager und 1960 zum Direktor ernannt und verantwortete das Erscheinungsbild der Penguin Books in dieser Zeit. Schmoller war Mitglied in zahlreichen Berufsorganisationen, so auch im Bund Deutscher Buchkünstler und in der Gesellschaft der Bibliophilen.
Schmoller erhielt 1976 von der Royal Society of Arts den Titel Royal Designer for Industry (RDI). Er wurde für die Gestaltung des bei Penguin erschienenen Complete Pelican Shakespeare ausgezeichnet.

## Sammlungen
Hans Schmoller begründete mit seiner Ehefrau eine umfangreiche Buntpapiersammlung, die nach seinem Tod von Tanya Schmoller weitergeführt wurde und sich jetzt als „Schmoller Collection of Decorated Papers“ an der Manchester Metropolitan University befindet. Diese Sammlung umfasst über 4.000 Blätter verzierten oder gemusterten Papiers (hauptsächlich als Vorsatzpapier oder Bucheinbände verwendet). Sie enthält handgeschöpftes, handverziertes und maschinell verziertes Papier, hauptsächlich aus dem 20. Jahrhundert, aber auch Beispiele aus dem 19. und 21. Jahrhundert. Die Papiere stammen aus Europa, Amerika, Japan, China, Indien und Nepal.
Eine Sammlung von Penguin Books, die Hans Schmoller und Tanya Schmoller gehört hatten, wurden von deren Kindern Seb Schmoller und Monica Tweddell der Universität Bristol überlassen.

## Schriften (Auswahl)
- Mr. Gladstoneʹs Washi. A survey of Reports on the manufacture of paper in Japan "The Parkes Report of 1871". Newtown: Bird & Bull Press, 1984.
- Hans Schmoller; Tanya Schmoller; Henry Morris: Chinese decorated papers. "Chinoiserie for three". Newtown: Bird & Bull Press, 1987.
- Giovanni Mardersteig: Die Officina Bodoni: das Werk eine Handpresse 1923–1977. Hrsg. und Einleitung von Hans Schmoller. Hamburg: Maximilian-Gesellschaft, 1979.